# Aarhus Gymnastikforening
Aarhus Gymnastikforening este o echipa de fotbal din  Aarhus, Danemarca. Este unul din cele mai vechi cluburi de fotbal din Danemarca. În prezent joacă în Superliga Daneză.